# Тепловий шум
Тепловий, термічний, або джонсонівський шум — рівноважний шум, обумовлений тепловим рухом носіїв заряду в провіднику при температурах вище абсолютного нуля, в результаті чого на кінцях провідника виникає флуктуаційна різниця потенціалів. Оскільки абсолютний нуль за законами термодинаміки є недосяжним, то
такий шум є завжди присутнім у системі.

## Історія
У 1928 у Джон Б. Джонсон вперше експериментально встановив закономірності цього виду шуму в Bell Labs. Потім він описав своє відкриття Гаррі Найквісту, який зміг пояснити отримані результати.

## Виникнення
Тепловий шум виникає в будь-якому провіднику електричного струму і пов'язаний з хаотичним рухом рухомих носіїв заряду, у результаті якого на контактах зразка з'являються флуктуації напруги. Реактивні кола не мають теплового шуму.

## Напруга
Середній квадрат напруги цього шуму залежить тільки від активного опору {\displaystyle R} і температури {\displaystyle T} зразка і може бути розрахований за формулою Найквіста:
{\displaystyle {{\overline {e_{t}^{2}}}={4kT \over 2\pi }{\int _{w_{1}}^{w_{2}}{Re[Z(jw)]dw}\mid _{Z=R}}=4kTR\Delta f},}
де {\displaystyle k} — стала Больцмана, {\displaystyle \Delta f} — смуга частот, в який проводиться вимір. 

## Спектральна густина потужності
Спектральна густина теплового шуму: 
{\displaystyle S_{f}={{\overline {e_{t}^{2}}} \over {\Delta f}}=4kTR}
не залежить від частоти, тому тепловий шум можна розглядати в широкому діапазоні частот як білий шум, і залишається постійною аж до частоти:
{\displaystyle f_{m}=kT/(2{\pi }\hbar ),} де {\displaystyle \hbar } — стала Планка.
При 300 К 
{\displaystyle f_{m}\approx 6\cdot 10^{12}} Гц.

## Інтенсивність
У металах через велику концентрацію електронів провідності і малу довжину вільного пробігу теплові швидкості електронів у багато разів перевершують швидкість спрямованого руху в електричному полі (швидкість дрейфу). Тому інтенсивність теплових шумів не залежить ні від прикладеної напруги, ні від струму, ні від частоти (а тільки від ширини смуги частот, в якій відбувається вимір шумів). При кімнатній температурі інтенсивність на одиничний інтервал частот залишається постійною до
{\displaystyle f_{m}\thicksim 10^{12}} Гц.